# Blood Money (álbum de Mobb Deep)
Blood Money es el séptimo álbum de Mobb Deep, de 2006, y el primero bajo G-Unit Records.

## Lista de canciones
1. "Smoke It"
2. "Put Em in Their Place"
3. "Stole Something"  (featuring Lloyd Banks)
4. "Creep"  (featuring 50 Cent)
5. "Speakin So Freely"
6. "Backstage Pass"
7. "Give It to Me"  (featuring Young Buck)
8. "Click Click"  (featuring Tony Yayo)
9. "Pearly Gates"  (featuring 50 Cent)
10. "Capital P, Capital H"
11. "Daydreamin'"
12. "The Infamous"  (featuring 50 Cent)
13. "In Love With the Moula"
14. "It's Alright" (featuring 50 Cent & Mary J. Blige)
15. "Have a Party" (featuring 50 Cent & Nate Dogg)
16. "Outta Control (Remix)"  (featuring 50 Cent)

- Datos: Q885132